# KATRIN

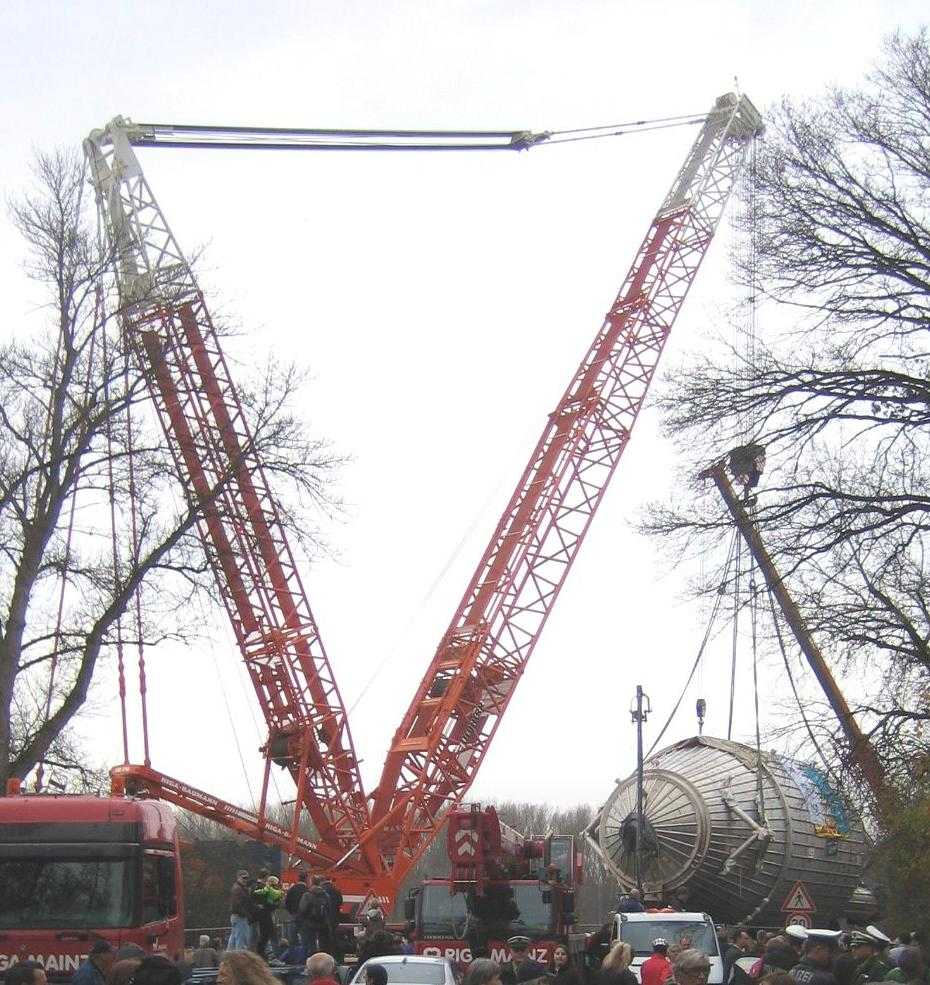
Vakuumtank am Schwerlastkran unmittelbar nach dem Absetzen auf die zwei gekoppelten Tieflader

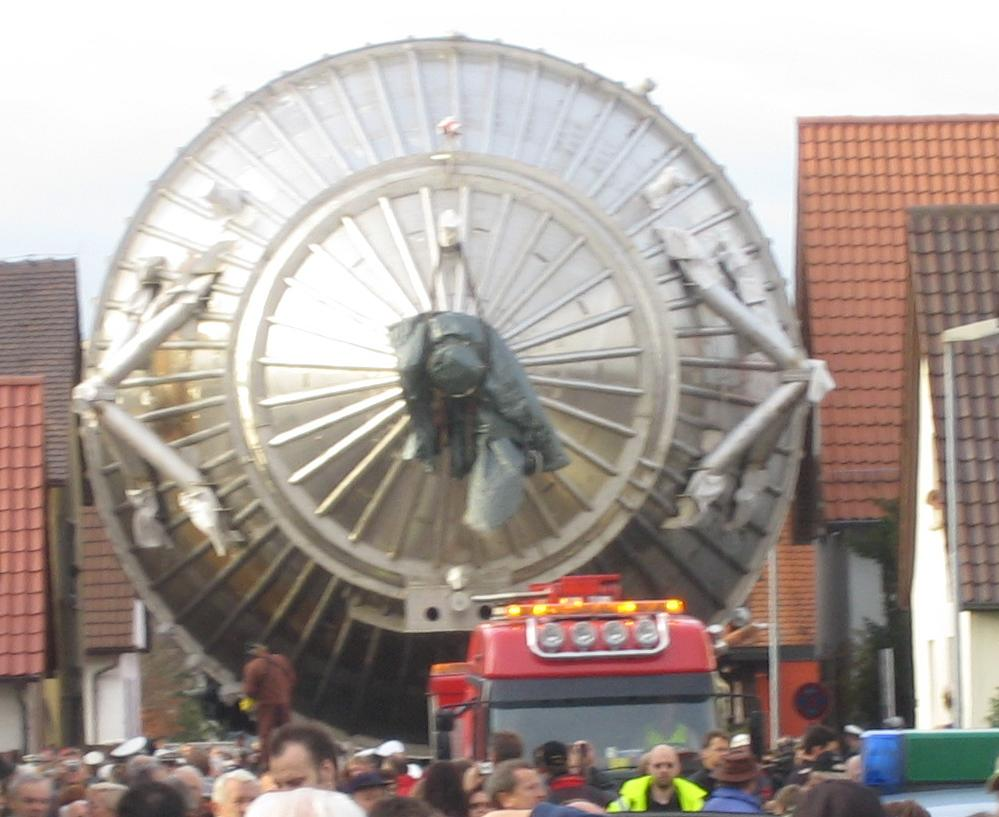
Transport durch Leopoldshafen

Das Karlsruhe Tritium Neutrino Experiment (KATRIN) hat die direkte Bestimmung der Masse des Elektron-Antineutrinos zum Ziel. Die Komponenten für das Experiment wurden seit Herbst 2015 im Karlsruher Institut für Technologie zusammengebaut, der Messbetrieb begann am 11. Juni 2018 mit einer feierlichen Eröffnung. Das Budget beträgt 60 Millionen Euro, die Messzeit ist auf fünf Jahre angesetzt. Rund 200 Wissenschaftler aus fünf Ländern und zwei Kontinenten sind beteiligt.
KATRIN soll das Betaspektrum des Zerfalls von Tritium im Bereich seiner Höchstenergie mit einer Empfindlichkeit von 0,2 eV vermessen (bei einem Konfidenzniveau von 90 % bei einer Messdauer über etliche Jahrzehnte). Damit wird KATRIN die früheren gleichartigen Experimente in Mainz und Troizk (bei Moskau) um eine Größenordnung übertreffen; diese hatten für die Masse eine Obergrenze von 2 eV geliefert.

## Motivation
Im Standardmodell der Elementarteilchenphysik wurden die bekannten Neutrinoarten νe, νμ und ντ zunächst als masselos angenommen. Verschiedene Experimente mit atmosphärischen (Super-Kamiokande), solaren (GALLEX, Homestake, SNO, Borexino) und Reaktor-Neutrinos (Daya Bay, Double-Chooz, RENO) weisen aber darauf hin, dass die Neutrinomasse von Null verschieden ist. Alle diese Experimente weisen Neutrinooszillationen nach und messen daher Massenquadrats-Abstände wie {\displaystyle \Delta m_{21}^{2}} und {\displaystyle \Delta m_{23}^{2}}, nicht aber die absoluten Neutrinomassen. Experimente wie KATRIN und seine Vorgängerexperimente ermöglichen dagegen die Bestimmung der absoluten Massen {\displaystyle m_{1,2,3}} der sogenannten Massen-Eigenzustände, die mit den messbaren Massen von e-, µ- und τ-Neutrino über die Maki-Nakagawa-Sakata-Mischungsmatrix zusammenhängen.
Die genaue Kenntnis der Neutrinomasse ist erforderlich, um zwischen den vielen unterschiedlichen Modellen zu entscheiden, mit denen versucht wird, den Neutrinos über das bisherige Standardmodell hinausgehend eine Masse zu „verleihen“. Das Ergebnis kann auch Aufschluss darüber geben, in welchem Ausmaß Neutrinos als „heiße dunkle Materie“ (HDM) zur Entstehung großskaliger Strukturen im Universum beigetragen haben.
Die Kenntnis der Masse eines der drei Massen-Eigenzustände wird es auch ermöglichen, zwischen den drei möglichen Varianten des Neutrinomassenspektrums zu entscheiden:
- Normale Hierarchie: {\displaystyle m_{1}<m_{2}\ll m_{3}}
- Invertierte Hierarchie: {\displaystyle m_{3}\ll m_{1}<m_{2}}
- Quasi-degenerierte Hierarchie: {\displaystyle m_{1}\approx m_{2}\approx m_{3}\approx m_{0}\quad {\text{mit}}\;m_{0}=0{,}10\,{\text{eV}}}

KATRIN stößt damit als erstes Experiment in den Bereich der quasi-degenerierten Hierarchie vor.

## Durchführung

### Tritium-Betazerfallsspektrum

Berechnete Energiespektren der beim Tritium-Betazerfall emittierten Elektronen für drei unterschiedliche Neutrinomassen
(rot 1 eV; grün 0,3 eV; blau: masselos)
Nur am hochenergetischen Endpunkt laufen die Kurven auseinander; die Lage des Endpunkts und die Kurvenform dort hängen von der Neutrinomasse ab. Bei KATRIN wird der Bereich um diesen Endpunkt vermessen.

Ausgangspunkt des Experiments ist der Betazerfall von gasförmigem Tritium, bei dem ein Elektron und ein Elektron-Antineutrino emittiert werden. Die Zerfallsenergie von 18,6 keV wird dabei zwischen dem Tochterkern und den beiden emittierten Teilchen aufgeteilt (siehe Kinematik); allerdings erhält der Tochterkern wegen seiner vergleichsweise großen Masse immer nur einen verschwindend kleinen Anteil. Falls das Neutrino masselos ist, ist die untere Grenze für die Neutrinoenergie gleich Null, und das Energiespektrum der emittierten Elektronen reicht bis zur vollen Zerfallsenergie von 18,6 keV. Bei von Null verschiedener Masse {\displaystyle m_{\nu }} und damit Ruheenergie des Neutrinos muss dagegen dem Elektron zumindest diese Energie „fehlen“. Durch genaue Vermessung des Spektrums nahe der Maximalenergie lässt sich durch Vergleich der für {\displaystyle m_{\nu }=0} theoretisch berechneten mit der gemessenen Kurve die Neutrinomasse bestimmen.
Die Darstellung der Quadratwurzel der Energiewahrscheinlichkeit der emittierten Elektronen über deren Energie bezeichnet man als Kurie-Plot, bei massenlosen Neutrinos würde sich der Graph am Endpunkt einer horizontalen Gerade anschmiegen.

### Spektrometer
Für das Experiment interessieren ausschließlich solche Elektronen, die das Tritium mit fast der vollen Zerfallsenergie verlassen. Ihre Energien von etwa 18,6 keV müssen auf genauer als 1 eV gemessen und unterschieden werden, also mit einer Energieauflösung von etwa 1/20 000 oder 5 · 10−5. Dies wird mit einfachen Teilchendetektoren nicht erreicht. Deshalb werden vor dem eigentlichen Detektor zwei hintereinander angeordnete Spektrometer verwendet, sogenannte MAC-E-Filter (Magnetic Adiabatic Collimation combined with an Electrostatic Filter). Sie filtern durch eine einstellbare Gegenspannung alle Elektronen unterhalb der entsprechenden Energie heraus und ergeben für die übrig bleibenden Elektronen eine energieabhängige räumliche Verteilung. Dadurch treffen schließlich nur Elektronen mit einer durch die Gegenspannung auf etwa 1 eV genau festgelegten Energie den Detektor. Gegenüber anderen Typen von Betaspektrometern weisen MAC-E-Filter eine besonders hohe Luminosität auf.
Im kleineren Vorspektrometer wird durch eine Gegenspannung von etwa −18 kV der Elektronenfluss bereits stark verringert, indem langsamere Elektronen zurückgelenkt werden. Das so von uninteressanten Elektronen entlastete Hauptspektrometer erreicht dann das genannte extreme Auflösungsvermögen.
Im MAC-E-Spektrometer erzeugen zwei axial hintereinander in einigem Abstand angeordnete Spulen ein Magnetfeld. Die Feldlinien laufen im Raum zwischen den Spulen auseinander und erfüllen eine große Querschnittsfläche, so dass dort die magnetische Flussdichte {\displaystyle B} entsprechend verringert ist. Das Auflösungsvermögen des Spektrometers für die Elektronenenergie {\displaystyle E} ist dabei gleich dem Verhältnis der minimalen zur maximalen magnetischen Flussdichte:
{\displaystyle {\frac {\Delta E}{E}}={\frac {B_{\mathrm {min} }}{B_{\mathrm {max} }}}}.
Um die Verringerung von {\displaystyle B} auf 1/20 000 zu erreichen, muss der freie Querschnitt zwischen den Spulen auf das 20000-fache des Spulenquerschnitts anwachsen; dies erklärt die großen Ausmaße des Hauptspektrometer-Vakuumtanks (Durchmesser 10 m).
Die Spannung im Hauptspektrometer wird für die Vermessung des Spektrums im Bereich von −18,6 kV variiert und die Zählrate als Funktion der Spannung aufgezeichnet. Das Hauptspektrometer nutzt supraleitende Magnetspulen, die eine magnetische Flussdichte von mindestens 6 Tesla erreichen.

### Detektor
Der zum Nachweis der Elektronen eingesetzte Silizium-Halbleiterdetektor erreicht nur eine Energieauflösung von 200 eV. Wegen der vorherigen Energieselektion ist hier keine besonders hohe Auflösung notwendig, und die geringere Auflösung hilft bei der Unterdrückung von Untergrundsignalen.
Der Elektronenfluss reduziert sich durch die beiden Filter von 1010 Elektronen/s an der Tritiumquelle auf etwa 1 Elektron/s am Detektor. Um aussagekräftige Ergebnisse zu erreichen, werden daher mehrere Messperioden von jeweils drei Monaten nötig sein, in denen vor allem die Gegenspannung im Spektrometer ständig auf wenige ppm genau aufgezeichnet werden muss.

### Ausschluss von Untergrund-Elektronen
Nicht aus dem Tritium-Betazerfall stammende Elektronen, die etwa durch Stöße der sekundären kosmischen Strahlung aus der Tankwand freigesetzt werden, können die Messung verfälschen. Um sie zu unterdrücken, ist das gesamte Hauptspektrometer innen mit einer doppelten Abschirmelektrode ausgekleidet. Die an diesen Elektroden anliegende Spannung ist etwas kleiner als die an der Tankwand anliegende, das heißt etwa −18,6 kV gegenüber −18,4 kV an der Wand. Durch diese Gegenspannung werden aus der Wand herausgelöste Elektronen abgebremst und dringen nicht bis zum Detektor vor.

## Ergebnisse
Das KATRIN-Experiment befand sich bis zum Jahr 2016 im Aufbau. In dieser Zeit wurden einzelne Komponenten in Betrieb genommen und Testmessungen durchgeführt. Im Herbst 2016 wurden zum ersten Mal Elektronen aus Kalibrationsquellen durch das gesamte Experiment transmittiert (First Light, in Anlehnung an astronomische Observatorien). Darauf folgte eine Messkampagne im Sommer 2017 mit dem Ziel, den experimentellen Betrieb mit Elektronen aus dem Zerfall von 83mKr zu testen und die wichtigsten Eigenschaften des Experiments (Energieauflösung, Stabilität der Spektrometerspannung usw.) zu überprüfen.
Erste Messungen im angestrebten Betriebsmodus mit einer verringerten Menge an Tritium werden seit Mai 2018 durchgeführt. Am 11. Juni 2018 wurde das KATRIN-Experiment feierlich eröffnet. In einer Publikation der Forschungskooperation am 14. Februar 2022 konnte die maximale Neutrinomasse auf 0,9 eV (unter Nutzung früherer Experimente auf 0,8 eV) mit einem Konfidenzniveau von 90 % eingegrenzt werden. Ende 2024 wurde die maximale Neutrinomasse auf 0,45 eV eingegrenzt.

## Weitere Planung
Nach dem Abschluss der Messkampagne im Jahr 2025 und einem anschließenden Umbau des Detektors wird KATRIN in den Jahren 2026 und 2027 den Hauptbereich des Energiespektrums (s. o.) vermessen, um etwaige Signaturen steriler Neutrinos aufzuspüren, die sich als „Knicke“ in der Kurve zeigen könnten. Der Umbau ist nötig, da für diese Messkampagne die Energie-Schwelle deutlich niedriger als bisher eingestellt werden muss, was mehr Elektronen passieren lassen wird, als der derzeitige Detektors verarbeiten könnte.
Nach dieser zweiten Messkampagne ist ein größerer Umbau zu KATRIN++ geplant, der die Messgenauigkeit für die Neutrinomasse erheblich verbessern soll. Unter anderem sind die folgenden Verbesserungen geplant:
- Nutzung atomaren Tritiums als Quelle. Bei den derzeit genutzten Tritium-Molekülen (T2) geht ein variabler Teil der Zerfalls-Energie an Molekülschwingungen des dabei entstehenden HHe+-Ions, was sich negativ auf die Qualität der Messergebnisse auswirkt. Bei atomarem Tritium tritt dieses Problem nicht auf.
- Messung der Energie durchgelassener Elektronen, um Mess-Elektronen von den unerwünschten und zumeist deutlich energiereicheren Hintergrund-Elektronen unterscheiden zu können.[13]

## Sonstiges

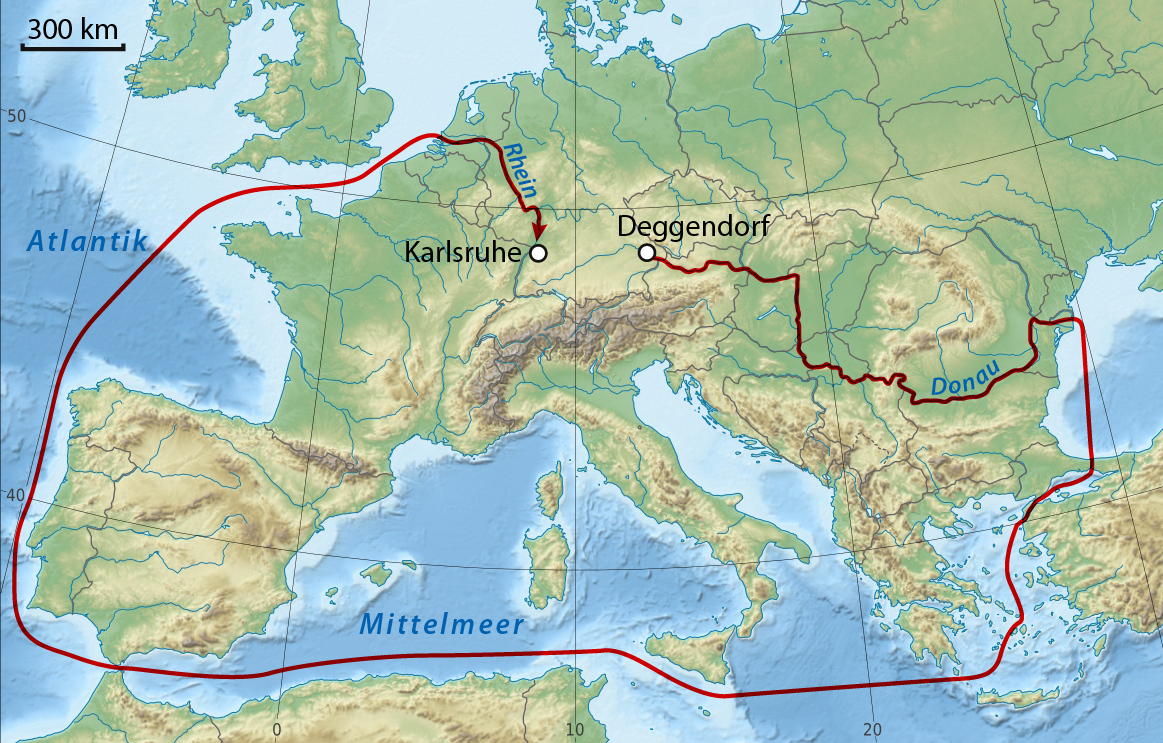
Transportweg des Vakuumtanks KATRIN

Das Experiment wurde im Karlsruher Institut für Technologie angesiedelt, da sich dort mit dem Tritium-Labor im KIT Campus Nord (ehemals Forschungszentrum Karlsruhe) der europaweit einzige für das Experiment geeignete Tritiumvorrat befindet. Hergestellt wurde der 200 t schwere, 24 m lange Vakuumtank mit einem Durchmesser von 10 m für das KATRIN-Hauptspektrometer in Deggendorf von der MAN DWE.
Der Tank war zu groß für einen Transport über Autobahnen von dem an der Donau gelegenen Deggendorf nach Karlsruhe – die Route über den Landweg wäre ca. 350 km lang gewesen. Auch für den Main-Donau-Kanal war der Tank bei einer maximal zugelassenen Höhe von 6 m auf dieser Wasserstraße zu hoch. Stattdessen musste der Tank auf einem 8600 km langen Wasserweg über Donau, Schwarzes Meer, Mittelmeer, Atlantik, Ärmelkanal, Nordsee und schließlich Rhein nach Leopoldshafen bei Karlsruhe transportiert werden. Ende September 2006 wurde der Tank auf dem Donauschiff Taifun eingeschifft, am 25. November 2006 legte er die letzten 6,8 km per Tieflader-Schwertransport durch Leopoldshafen zum Forschungszentrum in viereinhalb Stunden zurück.

## Ähnliche Experimente
Je geringer die beim Beta-Zerfall freiwerdende Energie ist, umso genauer ist das Experiment.
Der 18,59-keV-Zerfall von Tritium (1/2+) in Helium-3 (1/2+) ist einer der energieärmsten Zerfälle mit einer brauchbaren Halbwertzeit von 12 Jahren.
Bekannte, energieärmere Zerfälle sind:
- Rhenium-187 (5/2+) ⟶ Osmium-187 (1/2−) mit 2,492 keV und 41 Mrd. Jahren Halbwertszeit.
- Holmium-163 (7/2−) ⟶ Dysprosium-163 (5/2−) mit 2,555 keV und 4500 Jahren Halbwertszeit.

Beide Nuklide befinden sich in der Machbarkeitsphase.
Mit Rhenium beschäftigen sich MARE-1 (als Abkürzung für Microcalorimeter Arrays for a Rhenium Experiment), MANU und MIBETA. Problematisch ist die geringe Aktivität von 1 Bq/mg. Mit Umorientierung von MARE auf Holmium beschäftigen sich neben HOLMES, ECHo (als Abkürzung für Electron Capture in 163-Ho) auch MARE-Ho mit Holmium. Weiterhin ist man auf der Suche nach weiteren potentiellen Zerfällen mit geeigneten Energien.
Eine alternative Messmethode wird von Project 8 untersucht – dazu werden die von Tritium beim Beta-Zerfall ausgestrahlten Elektronen an Ort und Stelle mittels starker Magnetfelder in spiralförmige Bahnen gezwungen, was zur Abstrahlung von Zyklotron-Strahlung führt, aus deren Frequenz dann die ursprüngliche Elektronen-Energie rekonstrukiert werden kann. Dieses Projekt befindet sich noch in der Forschungsphase, hat die grundsätzliche Umsetzbarkeit des Messprinzips aber bereits demonstriert.
Das Ptolemy-Projekt plant, den kosmischen Neutrinohintergrund mittels Neutrino-Einfang an Tritium erstmals direkt zu detektieren – bei einem solchen Ereignis hat das abgestrahlte Elektron eine minimal höhere Energie, als bei einem regulären Zerfall möglich wäre, da das eingefangene Neutrino etwas Energie mitbringt und kein Antineutrino abgestrahlt wird. Derzeit geplant ist der Einsatz des gleichen Messprinzips wie bei Project 8, allerdings mit deutlich erhöhter Messgenauigkeit - ein noch ungelöstes Problem. Außerdem erfordert die Seltenheit solcher Ereignisse den Einsatz einer großen Menge an Tritium (ca. 100 Gramm).